# Teledapus gibbus
Teledapus gibbus är en skalbaggsart som beskrevs av Holzschuh 1989. Teledapus gibbus ingår i släktet Teledapus och familjen långhorningar. Inga underarter finns listade i Catalogue of Life.